# Barybela chionostigma
Barybela chionostigma là một loài bướm đêm trong họ Noctuidae.